# Musée Emmanuel-de-la-Villéon
Pour les articles homonymes, voir La Villéon.
Le musée Emmanuel-de-La-Villéon est un musée consacré à l'artiste Emmanuel de la Villéon, situé à Fougères, dans le département d'Ille-et-Vilaine.

## Historique
La construction date du XVIe siècle. Au XVIIIe siècle, des incendies successifs détruisirent une grande partie du centre ville: en 1710 les maisons à proximité de la place du Théâtre actuel, en 1734 puis en 1750 une importante partie des maisons traditionnelles à porche qui subsistaient.
Le musée, consacré au paysagiste Emmanuel de la Villéon, s'y est installé en 1981. L'association Les Amis du musée Emmanuel de La Villéon, créée en 1982, a pour objectif de promouvoir l’œuvre et le rayonnement  du peintre. Totalement rénové en 2012, le musée présente, outre des tableaux, des cartons de décors du petit théâtre que le peintre avait réalisés pour ses enfants.

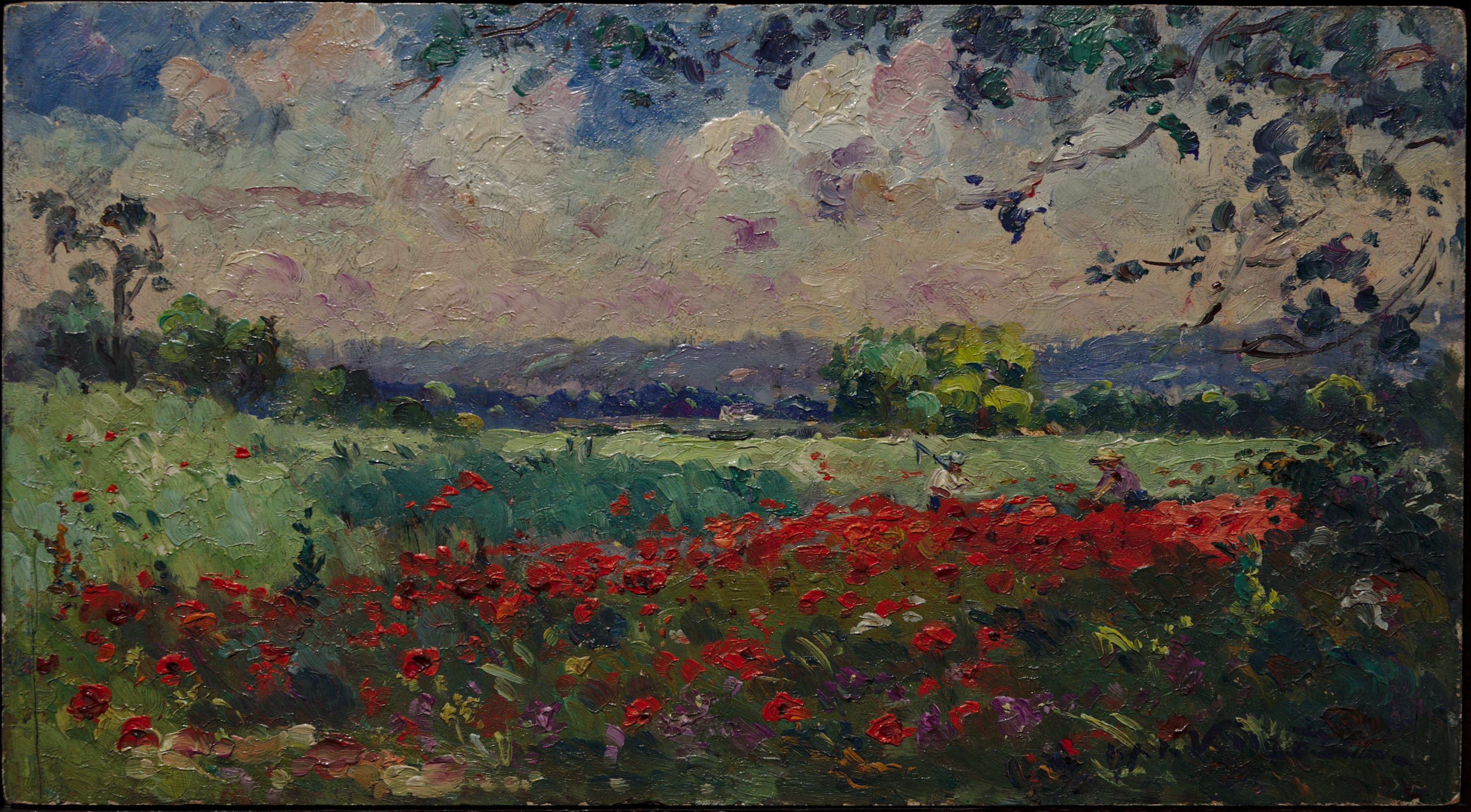
La Villéon - Étude de coquelicots
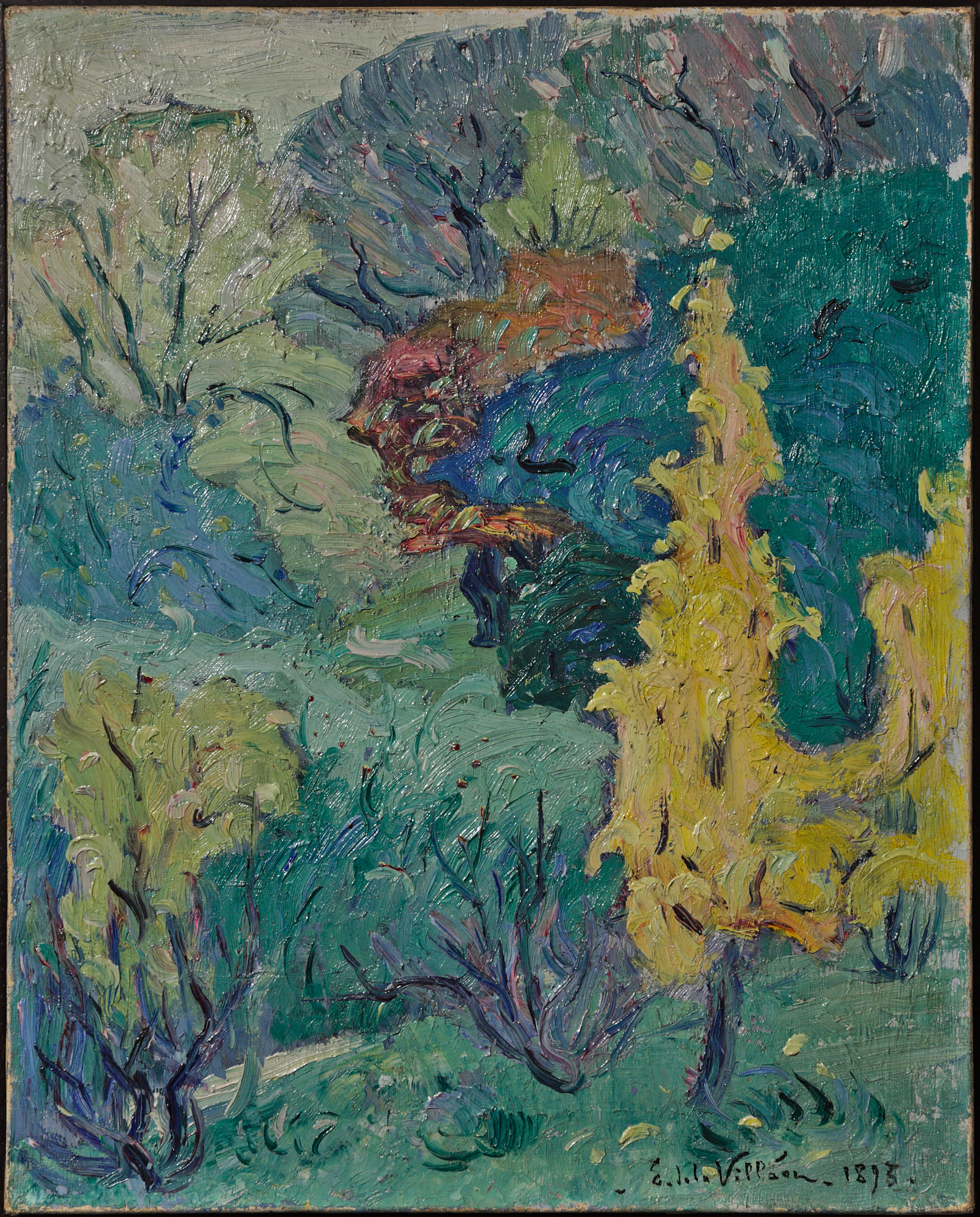
La Villéon - Recherches décoratives
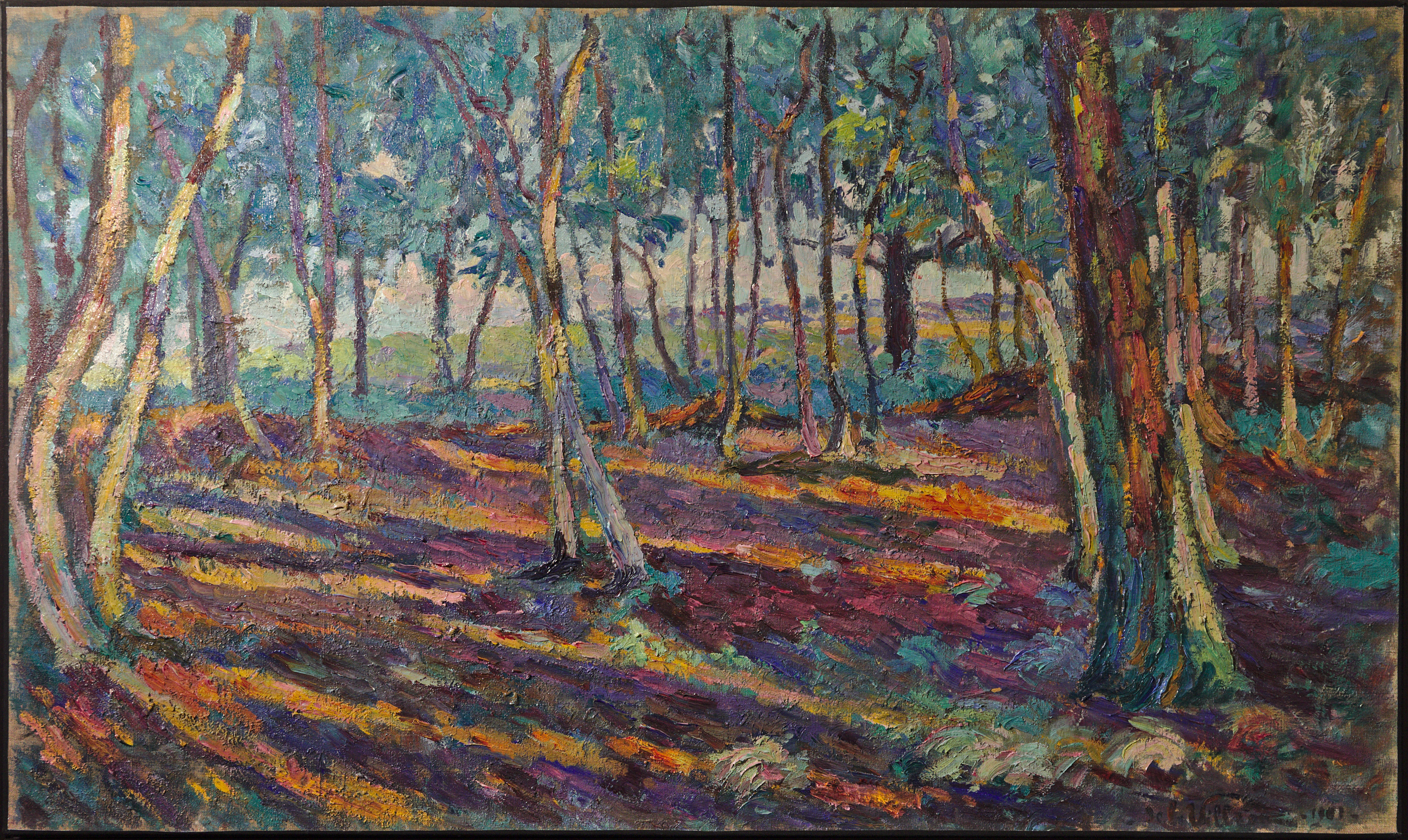
La Villéon - Lever de soleil

Le bâtiment inscrit aux monuments historiques depuis le 13 mai 1929 est un hôtel particulier, situé au 51 rue Nationale, c'est la dernière demeure à pans de bois et porche de pierre de la Haute Ville.